# Gustaw Budzyński

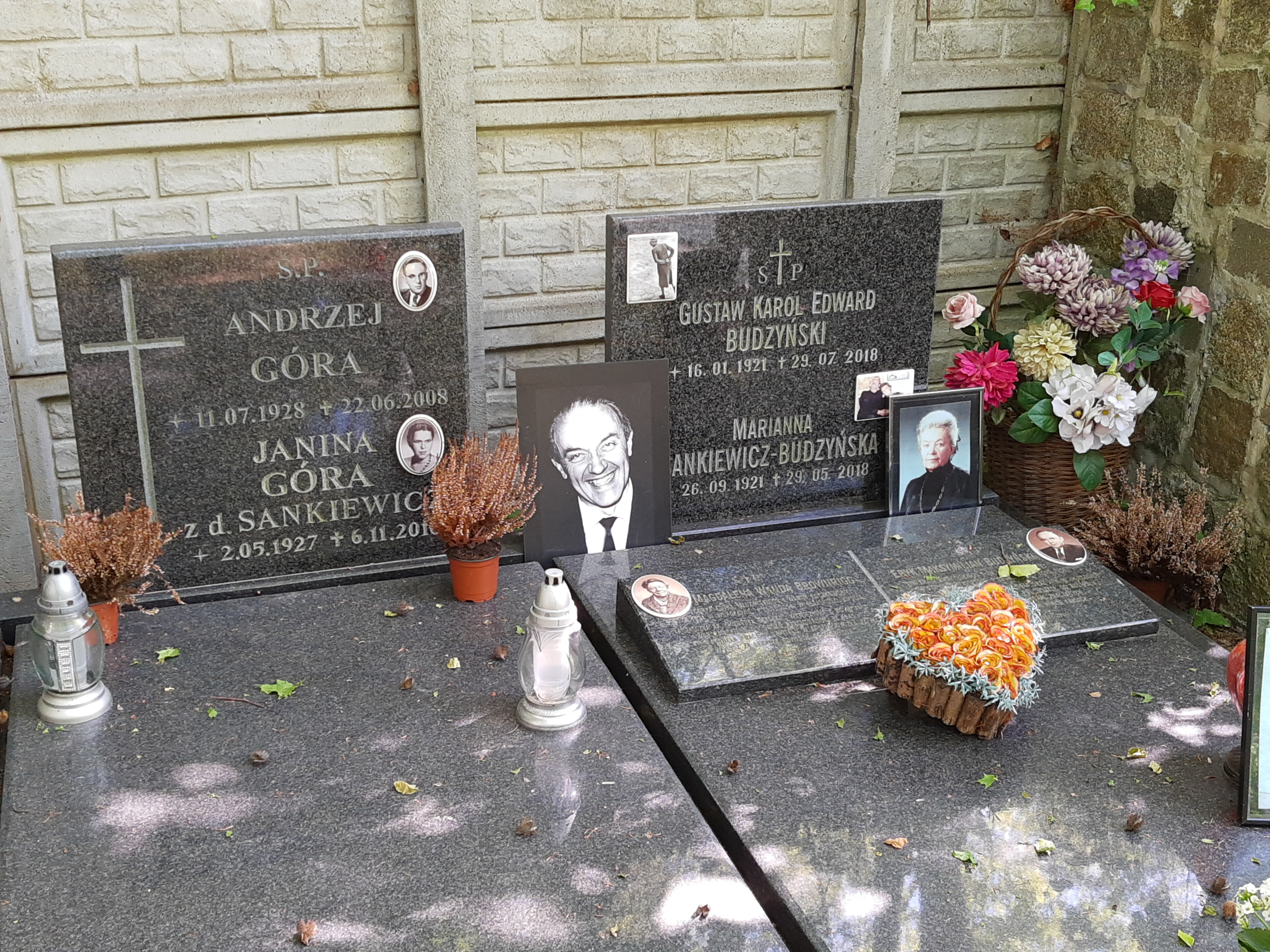
Grób Gustawa Budzyńskiego na gdańskim cmentarzu Srebrzysko

Gustaw Karol Edward Budzyński ps. Szlifierz, Szymura  (ur. 16 stycznia 1921 w Warszawie, zm. 29 lipca 2018 w Gdańsku) – polski akustyk, nauczyciel akademicki, twórca pierwszych w Polsce zakładów naukowych kształcących inżynierów dźwięku na Politechnice Gdańskiej i Akademii Muzycznej w Gdańsku. Porucznik Wojska Polskiego, powstaniec warszawski, członek zrzeszenia WiN, więzień polityczny w latach 1948–1955, jeden z autorów wydawanych od 1992 „Zeszytów Historycznych WiNu”, członek komitetu akustyki PAN. Kawaler Orderu Virtuti Militari.

## Życiorys
Urodził się 16 stycznia 1921 roku w Warszawie w rodzinie lekarza weterynarii, majora Gustawa Budzyńskiego (ur. 1882) i jego żony Heleny. Jego dziadek Edward Budzyński był adiutantem Pawła Suzina, dowódcy partyzanckiego oddziału podczas powstania styczniowego na Litwie w suwalskiem. Jego prapradziadek Mateusz Budzyński był oficerem w powstaniu listopadowym.  
W roku 1938 zdał maturę. Od września 1938 do czerwca 1939 był słuchaczem Dywizyjnego Kursu Podchorążych Rezerwy 29 DP przy 76 Lidzkim pułku piechoty w Grodnie, który ukończył w stopniu plutonowego podchorążego. Następnie odbył praktykę w 81 pułku Strzelców Grodzieńskich w Grodnie. W sierpniu 1939 roku w czasie mobilizacji, został przydzielony do baonu nadwyżek 81 pp. W jego składzie odbył kampanię wrześniową. Ze swoim batalionem został przewieziony z Grodna do Lwowa. 
Od listopada 1939 roku działał w konspiracji. Dowodził grupą dywersyjną Obwodu Żoliborz AK, następnie w stopniu podporucznika, został zastępcą dowódcy oddziału Dywersji Bojowej DB-17, przekształconej w 9 kompanię dywersyjną. Od 1 sierpnia był zastępcą dowódcy Zgrupowania „Żniwiarz”. 3 sierpnia został ciężko raniony w trakcie walk.
Po wojnie, wstąpił do WiNu, był dowódcą oddziału dyspozycyjnego prezesa Obszaru Centralnego (1945–1947). Za działalność w AK i WiN spędził 7 lat w komunistycznym więzieniu. 
Po wyjściu na wolność wznowił studia na Politechnice Gdańskiej. Ukończył je w 1959 – podjął wówczas pracę dydaktyczną na Wydziale Elektroniki PG oraz jednocześnie w Polskim Radiu Gdańsk. W 1965 uzyskał stopień doktora nauk technicznych na Politechnice Warszawskiej. Był pionierem w kształceniu inżynierów dźwięku w Polsce (współtworzył Zakład Inżynierii Dźwięku na Wydziale Elektroniki PG oraz Zakład Akustyki na gdańskiej Akademii Muzycznej). Prowadził również intensywną pracę naukową z dziedziny akustyki: jest autorem ponad 140 artykułów naukowych i referatów konferencyjnych. Był honorowym członkiem Polskiego Towarzystwa Akustycznego, Greckiego Towarzystwa Akustycznego, członkiem Francuskiego Towarzystwa Akustycznego, polskiej sekcji Audio Engineering Society. Był członkiem komitetu akustyki PAN.

## Ordery i odznaczenia
- Krzyż Srebrny Orderu Virtuti Militari (nr krzyża 12854) na mocy rozkazu nr 525 Dowódcy AK z 27 sierpnia 1944 z uzasadnieniem „za wyjątkową odwagę osobistą wykazaną w walce”[3] (za udział w powstaniu warszawskim)
- Krzyż Walecznych
- Krzyż Armii Krajowej

## Życie prywatne
Mąż dr inż. Marianny Sankiewicz-Budzyńskiej (1921–2018). Jego siostra Joanna Potrawiak ps. Sobótka (1910–1995) była żoną Maksymiliana Potrawiaka ps. Sztukator (1910–1986).